# Flughafen Nouadhibou

i7
i11
i13
Der Flughafen Nouadhibou (arabisch مطار نواذيبو الدولي, DMG Maṭār Nawāḏībū ad-duwalī, IATA-Code: NDB, ICAO-Code: GQPP)  ist einer der internationalen Flughäfen Mauretaniens. Er liegt direkt östlich der Stadt Nouadhibou, der zweitgrößten Stadt des Landes, am nördlichen Ende der mauretanischen Atlantikküste.
Die einzige Start- und Landebahn ist in etwa nord-südlich ausgerichtet, sie ist 2425 m lang und 45 m breit.

## Geschichte
Der Flughafen wurde in den 1960er Jahren gebaut. Im Jahr 2016 wurde der Plan eines Neubaus außerhalb der Stadt bekanntgegeben. Bis Ende 2023 gab es jedoch keine weiteren Schritte in diese Richtung. Stattdessen wurden die Flughäfen von Nouakchott und Nouadhibou mit neuer Technik, etwa Sicherungssystemen, ausgerüstet.

## Nutzung
Vom Flughafen Nouadhibou gibt es nationale und internationale Linienflüge.

## Zwischenfälle
Im Umfeld des Flughafens Nouadhibou ereigneten sich bisher drei Flugunfälle mit größeren Maschinen, wobei insgesamt acht Menschen getötet wurden. Beispiele:
- Am 7. August 1980 setzte eine Tupolew Tu-154B-1 (YR-TPH) der TAROM bei der Landung vor der Landebahn auf und stürzte ins Meer. Es wurde ein Passagier getötet (siehe auch Flugunfall der TAROM bei Nouadhibou).[5]

- Am 8. April 1996 verunfallte eine kurz zuvor mit Ziel Nouakchott gestartete Xian Yunshuji Y-7H der Mauretanischen Luftstreitkräfte (5T-MAF). Kurz nach dem Start war es zu einem Strömungsabriss, gekommen, woraufhin die Maschine ins Meer stürzte. Bei dem Unfall wurden acht der neun Insassen getötet wurden.[6][7]